# Huang Chao
Huang Chao (chinois simplifié : 黄巢 ; chinois traditionnel : 黃巢 ; pinyin : Huáng Cháo ; Wade : Huang2 Ch'ao2)(835 - 13 juillet 884) est un contrebandier, soldat et rebelle chinois, connu pour être le chef d'une rébellion majeure qui a gravement affaibli la dynastie Tang.
Huang était un contrebandier spécialisé dans le sel avant de rejoindre Wang Xianzhi (en), qui entre en rébellion contre les Tang au milieu des années 870. Après s'être séparé de Wang, son armée se dirige vers le sud et s'empare de Guangzhou. En 881, ses troupes s'emparent de la capitale Chang'an, ce qui force l'Empereur Tang Xizong à fuir. Huang se proclame alors empereur Qi et fonde la dynastie éponyme. Mais son règne est bref, car il est vaincu en 883 par l'armée des Tang, qui est commandée par le chef Shatuo Li Keyong (en), et est forcé d'abandonner Chang'an. Il subit plusieurs défaites successives, dont certaines lui sont infligées par Zhu Wen et Shang Rang, deux de ses hommes qui se sont rendus aux Tang. Le règne et la vie de Huang prennent fin le 13 juillet 884, lorsqu'il est tué par son neveu Lin Yan.

## Situation avant sa révolte
Lorsque Huang Chao naît, durant la première moitié du IXe siècle, la Chine est dirigée par la dynastie Tang depuis l'an 618. À cette date, l'âge d'or de cette dynastie était passé depuis longtemps et elle connaissait une longue période de déclin, entamée lors de la révolte d'An Lushan; un général qui s'était rebellé contre l'autorité de l'empereur Tang Xuanzong. Si les troupes impériales finissent par écraser cette révolte, le pouvoir des jiedushi, ou gouverneurs militaires provinciaux, augmente considérablement après la rébellion, au détriment du pouvoir central. La discipline de ces généraux se détériore à mesure que leur pouvoir augmente, ce qui provoque un ressentiment populaire croissant contre l'incapacité du gouvernement à gérer la situation. La situation devient de plus en plus explosive, jusqu'à ce que plusieurs rébellions éclatent au milieu du IXe siècle. On trouve au sein de ces bandes de rebelles des fermiers appauvris, des propriétaires et des commerçants assujettis à l'impôt, ainsi que de nombreuses grandes bandes de contrebandiers de sel, formèrent la base des rébellions antigouvernementales de cette période. Wang Xianzhi (en) et Huang Chao sont deux des chefs rebelles les plus importants de cette période
On ne connaît pas la date de naissance exacte de Huang, mais on sait qu'il est originaire de Yuanju (冤 句). Sa famille était dans la contrebande du sel depuis des générations; le commerce du sel étant officiellement un monopole d'État depuis la révolte d'An Lushan, nombreux étaient ceux qui avaient trouvé moyen de gagner de l'argent en contournant ce monopole. La famille Huang était devenue riche grâce à ses activités de contrebande et Huang a reçu une éducation en rapport avec la richesse familiale. D'après les chroniques de l'époque, il est bon en escrime, équitation et tir à l'arc, tout en ayant de bonnes bases en écriture et rhétorique. Par la suite, il utilise sa richesse pour aider des hommes désespérés qu'il met ensuite à son service. Il a au moins un frère aîné nommé Huang Cun (黃 存), et au moins six frères cadets nommés Huang Ye (黃 鄴) (ou Huang Siye (黃 思 鄴)), Huang Kui (黃 揆), Huang Qin (黃欽), Huang Bing (黃秉), Huang Wantong (黃 萬通) et Huang Sihou (黃 思 厚). Arrivé à l'âge adulte, il tente à plusieurs reprises de passer les examens impériaux, mais échoue à chaque fois. Ce n'est qu'après ces tentatives qu'il décide de se révolter contre les Tang.

## Révolte

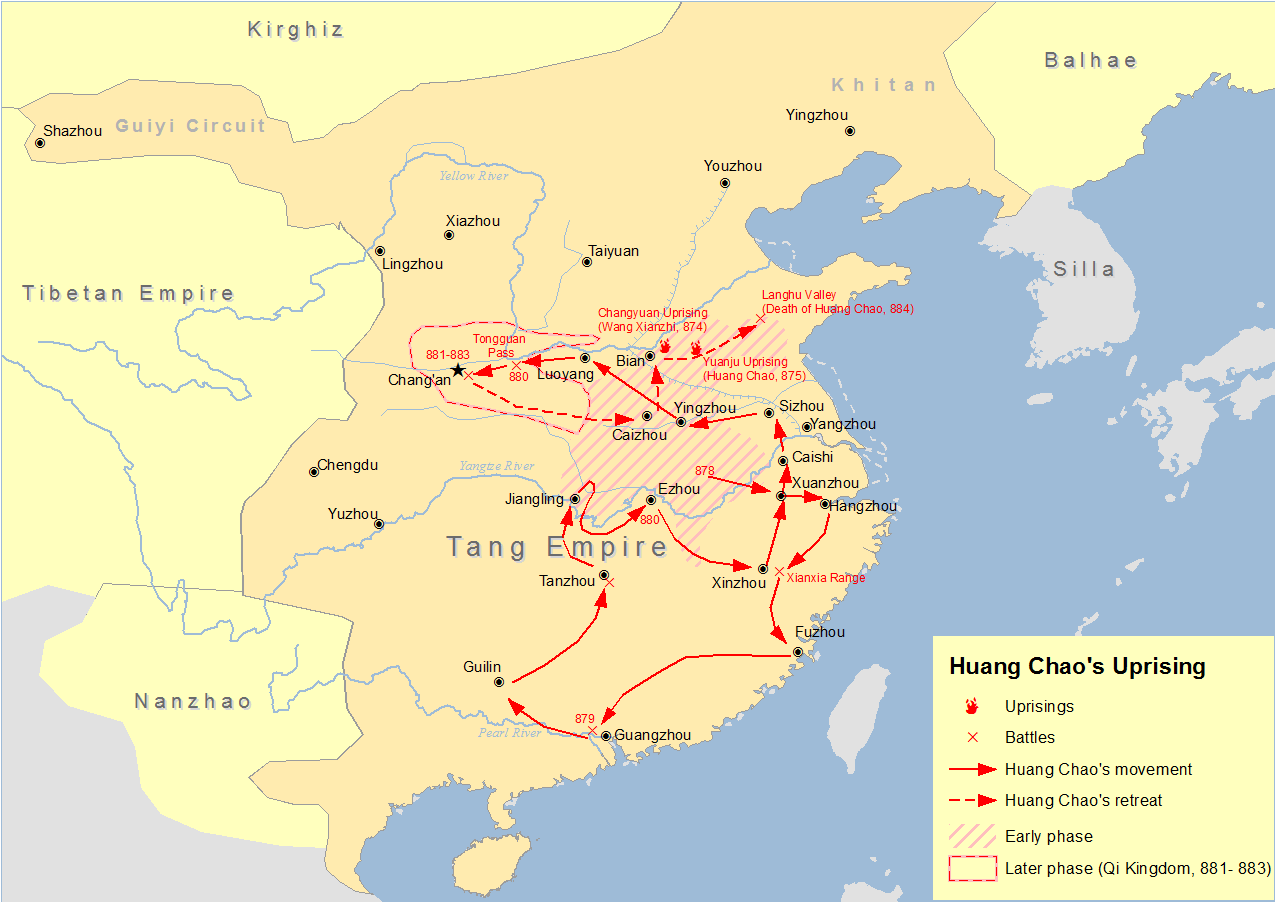
Carte des expéditions militaires de Huang Chao lors de sa révolte

### Front commun avec Wang Xianzhi
Vers la fin de l'ère Xiantong (860-874) du règne de l'empereur Tang Yizong, de graves sécheresses et des inondations provoquent une terrible famine. Habituellement les empereurs de Chine réagissent en envoyant de l'aide dans la ou les provinces touchées et/ou en accordant des exonérations fiscales. Mais dans ce cas, la Cour Impériale des Tang n'accorde aucune aide aux victimes de ces catastrophes naturelles, préférant augmenter les taxes pour financer le style de vie luxueux et les campagnes militaires de l'Empereur Yizong. Les survivants de ces événements réagissent en se regroupant en bandes, avant de se rebeller contre Yizong.
En 874, Wang Xianzhi et Shang Junzhang (尚 君 長) lèvent une armée à Changyuan (長垣). En 875, ils infligent plusieurs défaites à Xue Chong (薛 崇), le gouverneur militaire du circuit de Tianping (天平). C'est à ce moment-là que Huang, qui a déjà levé plusieurs milliers d'hommes de son côté, décide de rejoindre Wang et ses soldats, qui sont maintenant des combattants expérimentés. À cette époque, l'empereur Yizong est mort et c'est son jeune fils, l'empereur Tang Xizong, qui règne.
À la fin de l'an 876, Wang est contacté par la Cour des tang, qui lui suggère de se soumettre sans combattre, en échange de quoi il serait généreusement traité par le trône. Les termes de cette reddition ont été négociés par Wang Liao (王 鐐), un proche du chancelier Wang Duo, et Pei Wo (裴 偓), le préfet du Zhou de Qi (蘄州). Sur l'insistance de Wang Duo, l'empereur Xizong envoie Wang Xianzhi, un officier de la garde impériale Shen Ce de la Gauche (左 神策軍), transmettre les termes de l'arrangement à Wang dans le Zhou de Qi. Mais, Huang, qui n'est pas inclus dans cet arrangement, déclare avec colère:

« Quand nous avons commencé la rébellion, nous avons fait un grand serment et nous avons marché sur de grandes distances avec vous. Maintenant, vous allez accepter ce poste officiel et vous rendre à la Shen Ce de la gauche. Que devraient faire ces 5 000 hommes? »

Puis, après son discours, il frappe Wang Xianzhi sur la tête, pendant que les autres soldats rebelles rejettent également l'arrangement. Wang Xianzhi, craignant la colère de sa propre armée, se retourne contre Pei et pille le Zhou de Qi. Mais cette volte-face ne suffit pas à rétablir l'unité de l'armée rebelle qui, peu après, se divise en deux groupes, le premier suivant Wang Xianzhi et Shang Junzhang, tandis que le second groupe suit Huang Chao.

### Après la rupture avec Wang
Une fois séparé de Wang, Huang Chao commence à errer en Chine centrale avec ses hommes, tout en affrontant à plusieurs reprises les troupes des Tang:
- Au printemps 877, Huang s'empare de Tianping, la capitale du Zhou de Yun (鄆州), tue Xue Chong et s'empare du Zhou de Yi (沂州)[12],[13].
- En été 877, il unit ses forces à celles de Shang Rang, le frère de Shang Junzhang, au mont Chaya (查 牙山)[14]. Après cela, il se réassocie brièvement à Wang Xianzhi pour assiéger le général Tang Wei (宋 威) dans le Zhou de Song (宋州)[15]. Cette nouvelle association prend fin avec l'arrivée d'une armée de secours Tang commandée par le général Zhang Zimian (張 自勉). Ce dernier inflige une défaite à Huang et Wang, qui lèvent le siège du Zhou de Song et se séparent[13].
- Durant hiver 877, il pille les Zhou de Qi et Huang (黃 州)[16], avant de s'enfuir après que Zeng Yuanyu (曾 元 裕), un autre général des Tang, lui ait infligé une nouvelle défaite. Peu de temps après, il s'empare de la ville de Kuangcheng (匡 城)[9] et du Zhou de Pu (濮州)[17],[13]

Au printemps 878, Huang est en train d'assiéger le Zhou de Bo(亳州), lorsque Wang Xianzhi est écrasé et tué par Zeng Yuanyu à Huangmei (黃梅). Shang Rang rassemble ce qui reste de l'armée de Wang et rejoint Huang à Bo, pour lui offrir le titre de roi. Huang préfère prendre le titre de Chongtian Dajiangjun (衝天大將軍) et change le nom de l'ère en cours en Wangba, pour montrer son indépendance vis-à-vis du régime des Tang. Ensuite, il s'empare à nouveau des Zhou de Yi et Pu, avant d'être vaincu à plusieurs reprises par les troupes des Tang. C'est après cette série de défaites qu'il décide d'écrire à Zhang Xi (張 裼), le nouveau gouverneur militaire de Tianping, pour lui demander de plaider en sa faveur auprès de la Cour Impériale. Sur la demande de Zhang, l'empereur Tang Xizong offre à Huang le poste de général des gardes impériaux, tout en lui ordonnant de se présenter au Zhou de Yun pour y déposer les armes avant de se présenter à Chang'an, la capitale des Tang, pour y prendre ses fonctions. Face à ces conditions, Huang refuse l'offre et attaque les Zhou de Song et Bian (汴州), puis ceux de Weinan (衛 南), Ye (葉縣) et Yangzhai (陽翟). L'empereur Xizong riposte en donnant l'ordre aux troupes de trois circuits de se redéployer pour défendre la capitale orientale, Luoyang, et donne également l'ordre à Zeng de se rendre à Luoyang. Pendant que les forces des Tang se concentrent sur la défense de Luoyang, Huang se dirige vers le sud.

### La marche sur Lingnan et le massacre de Guangzhou
Huang Chao traverse le fleuve Yangzi Jiang et marche vers le sud, où il s'empare des Zhou de Qian (虔州) Ji (吉 州), Rao (饒州)et Xin (信 州). À l'automne 878, il se dirige vers le nord-est et attaque le Zhou de Xuan(宣州), où il bat Wang Ning (王 凝) le gouverneur du circuit de Xuanshe (宣歙) à Nanling (南陵). Malgré cette victoire, il ne réussit pas à s'emparer du Zhou, et préfère se diriger vers le sud-est pour attaquer le circuit de Zhedong (浙東) puis, via une route montagneuse, celui de Fujian (福建) durant l'hiver 878. Cependant, au cours de cette marche, il est attaqué et vaincu à plusieurs reprises par Zhang Lin (張 璘) et Liang Zuan (梁 纘), deux officiers au service de Gao Pian, le gouverneur militaire du circuit de Zhenhai (鎮海). À la suite de ces défaites, un certain nombre des hommes de Huang, dont Qin Yan, Bi Shiduo, Li Hanzhi et Xu Qing (許 勍), se rendent aux troupes de Zhenhai. En conséquence, Huang décide de partir plus au sud, vers la région de Lingnan.
À ce stade des opérations, Wang Duo se porte volontaire pour superviser les opérations contre Huang, et devient ainsi le commandant général des opérations ainsi que le gouverneur militaire du circuit de Jingnan (荊南). En réaction aux mouvements de Huang, il fait de Li Xi (李 係) son commandant adjoint, ainsi que le gouverneur du circuit de Hunan (湖南), ce afin de bloquer un potentiel chemin de repli vers le nord pour Huang. Pendant ce temps, Huang écrit à Cui Qiu (崔 璆) le gouverneur du circuit de Zhedong et Li Tiao (李 迢) le gouverneur militaire du circuit de Lingnan Est (嶺南 東 道), pour leur demander d'intercéder en sa faveur auprès de l'empereur. Il offre de se soumettre à l'autorité impériale des Tang s'il est nommé gouverneur militaire de Tianping. Cui et Li relayent sa demande, qui est rejetée par l'empereur Xizong. Huang écrit alors directement à l'empereur et lui propose sa reddition en échange du poste de gouverneur militaire de Lingnan Est. Cependant, face à l'opposition du haut fonctionnaire Yu Cong, l'empereur Xizong refuse également et, suivant les conseils de ses chanceliers, il propose à Huang un poste de général de la garde impériale. Lorsqu'il reçoit la réponse de l'empereur, Huang est indigné par ce qu'il perçoit comme une insulte. À l'automne 879, il attaque Guangzhou, la capitale du circuit de Lingnan Est, dont il s'empare après un siège d'une journée. Il capture Li Tiao et lui ordonne de présenter à nouveau une pétition à l'Empereur Xizong; mais cette fois Tiao refuse et finit exécuté par Huang Chao.
C'est lors de la prise de la ville qu'a lieu le Massacre de Guangzhou. Selon le géographe arabe et voyageur Abu Zaid Hassan, lors des massacres «pas moins de 120 000 musulmans, juifs, chrétiens et Perses ont péri.» (Hourani 1995:76). De son côté, Al-Mas'ûdî, qui écrit plusieurs décennies après les événements, évalue le nombre de morts à 200 000,,,,,,. Toutefois, il faut préciser qu'aucune source chinoise ne signale ce massacre.

### Le retour vers le Nord
Cependant, alors que l'armée de Huang Chao se trouve dans la région de Lingnan, ses soldats tombent malades et 30 à 40% d'entre eux meurent. Ses principaux conseillers lui suggèrent de repartir vers le nord pour échapper à cette épidémie, ce qu'il accepte. Il fait construire des radeaux dans le Zhou de Gui (桂州) et les utilise pour descendre le cours de la rivière Xiang jusqu'au Zhou de Tan, la capitale du circuit de Hunan, où il arrive durant l'hiver 879. Une fois sur place, il s'empare de Tan en un jour, pendant que Li Xi s'enfuit jusqu'au Zhou de Lang (朗州). Shang Rang attaque ensuite Jiangling, le quartier général du circuit de Jingnan, où se trouve Wang Duo. Wang panique et s’enfuit également, laissant un officier subalterne, Liu Hanhong, seul responsable de la défense de la ville. Ce dernier se rebelle après le départ de Wang, pille Jingnan, part avec ses soldats et devient le chef d'un nouveau groupe de bandits.
Huang lui-même suit l'avance de Xiang et traverse Jiangling pour attaquer Xiangyang, la capitale du Circuit de Shannan Est (山南 東 道). Durant son périple, il est vaincu par les forces conjointes de Liu Jurong (劉巨容), le gouverneur militaire de Shannan Est, et du général impérial Cao Quanzhen (曹 全 晸), qui le poursuivirent jusqu'à Jiangling. Cependant, Liu arrête de poursuivre Huang, car il pense que s'il arrête le chef rebelle, le gouvernement impérial ne se préoccupera plus de lui. Comme Cao arrête également de poursuivre Huang, ce dernier se retrouve libre de ses mouvements et se dirige vers l'est pour attaquer le Zhou de E (鄂州). Il s'empare du Zhou et pille les 15 Zhou environnants, tout en étant repoussé à plusieurs reprises par Zhang Lin. À la suite des succès de Zhang, le gouvernement impérial fait de Gao Pian, le supérieur de Zhang, le nouveau commandant général des opérations en remplacement de Wang Duo. Anciennement responsable du Circuit de Huainan (淮南), Pian réussit à obtenir des troupes de la part de nombreux circuits.
Au même moment, Huang Chao se trouve dans une situation difficile, car non seulement son armée a été vaincue à maintes reprises par Zhang, mais en plus de nouvelles épidémies déciment à nouveau ses rangs. Alors qu'il se trouve dans le Zhou de Xin (信州), il décidé d'utiliser la corruption pour essayer de s'en sortir. Il envoie beaucoup d'or à Zhang et écrit des lettres à Gao dans lesquelles il plaide sa cause et offre de se soumettre à l'autorité impériale des Tang. De son côté, Gao tente également d'utiliser la ruse pour capturer Huang. Pour cela, il propose à Huang de le recommander auprès de la Cour pour un poste de gouverneur militaire s'il accepte de se rendre et renvoie les troupes qui étaient arrivées des circuits de Zhaoyi (昭 義), Ganhua (感化), et Yiwu (義 武), afin de garder pour lui seul les bénéfices de la capture de Huang. Mal lui en prend, car dès qu'il a renvoyé ces troupes, Huang stoppe les négociations et défie Zhang Gao de le battre sur le champ de bataille. Furieux, Gao ordonne à Zhang d'attaquer l'armée de Huang, mais cette fois-ci, ce sont les rebelles qui gagnent la bataille. Zhang est vaincu et tué au printemps 880, laissant seul un Gao paniqué et terrifié.
Huang, après avoir vaincu Zhang, s'empare du Zhou de Xuan, puis traverse le fleuve Yangzi Jiang en direction du nord, à Caishi (采石), durant l'été 880. Une fois sur la rive nord, il assiège les avant-postes fortifiés de Tianchang (天長) et Liuhe (六合). Ces avant-postes, qui assurent la défense du Huainan, se situent à proximité du Zhou de Yang (揚州), le quartier général de Zhang Gao. Bi Shiduo, un des officiers de Gao, suggère à son supérieur d'attaquer Huang pendant qu'il est bloqué par les sièges; mais depuis la mort de Zhang, Gao est terrifié à l'idée de combattre les rebelles et préfère envoyer des demandes d'aide urgentes au gouvernement impérial. La Cour des Tang, qui espérait que Gao réussirait à arrêter Huang, est plongée dans un mélange de déception et de panique par cette demande. L'empereur Xizong ordonne aux circuits du sud du fleuve Yangzi d'envoyer des troupes à la rivière Yin (溵 水)(c'est une branche majeure de la rivière Shaying) pour bloquer l'avancée de Huang et envoyer Cao et Qi Kerang le gouverneur militaire du Circuit de Taining(泰寧) pour intercepter Huang. Cependant, Cao ne reçoit que 6 000 hommes en renfort, et bien qu'il se batte de toutes ses forces, il est finalement dans l'incapacité d'arrêter les 150 000 hommes de Huang.
À ce stade, une mutinerie éclate dans les rangs des armées impériales, ce qui met fin à toute tentative de résistance à la rivière Yin. Cette révolte est liée à l'arrivée de 3000 soldats de Ganhua dans le Zhou de Xu (許州), la capitale du circuit de Zhongwu (忠武). Ces soldats, conformément aux ordres de l'empereur, sont en route pour les rives de la rivière Yin, afin de participer à la défense du nord de la Chine contre les hommes de Huang. Malgré la réputation de manque de discipline des soldats de Ganhua, Xue Neng (薛 能) le gouverneur militaire de Zhongwu, leur permet de rester en ville. En effet, Neng est un ancien gouverneur militaire de Ganhua, et il pense que cela va lui assurer l'obéissance de ces soldats. Mal lui en prit, car cette nuit-là, les soldats du Ganhua se révoltent contre ce qu'ils perçoivent comme un manque de ravitaillement. Xue va les voir et réussit à les calmer, ce qui provoque la colère des soldats de Zhongwu et de la population de Xu, qui trouvent le gouverneur trop indulgent envers ces mutins. Lorsqu'il est mis au courant de la situation, l'officier Zhou Ji, originaire de Zhongwu et qui emmenait lui-même des soldats Zhongwu vers la rivière Yin, fait demi-tour avec son armée. Une fois revenu à Xu, il attaque et massacre les soldats de Ganhua, ainsi que Xue Neng et toute sa famille. Zhou s'autoproclame ensuite gouverneur militaire du circuit. Qi Kerang, craignant que Zhou ne l'attaque, se retire de la zone et retourne au circuit de Taining. Les troupes que les autres circuits avaient envoyées à la rivière Yin réagissent au repli de Qi en se dispersant et les soldats rentrent chez eux, laissant le chemin grand ouvert pour Huang. Huang traverse donc la rivière Huai vers le nord sans rencontrer la moindre résistance. Selon les chroniques de l'époque, à partir de ce point, l'armée de Huang cesse de piller pour accumuler du butin mais procède à de plus en plus d'enrôlements forcé de jeunes hommes pour augmenter sa puissance militaire.

### Prise de Luoyang et Chang'an
Au début de l'hiver 880, Huang Chao se dirige vers Luoyang et Chang'an et déclare que son but est de capturer l'empereur Xizong pour que ce dernier puisse répondre de ses crimes. Malgré son repli ayant ouvert la route du nord aux rebelles, Qi Kerang est chargé d'organiser une dernière tentative pour empêcher Huang d'atteindre Luoyang. Cependant, les chanceliers Doulu Zhuan et Cui Hang, pensent que les forces impériales ne pourront pas empêcher Huang d'atteindre Luoyang et Chang'an, et suggèrent à l'empereur Xizong de se préparer à fuir vers le circuit de Xichuan (西川), dont le siège est à Chengdu, au Sichuan, et dont Chen Jingxuan, le frère du puissant eunuque Tian Lingzi, est le gouverneur militaire. Xizong, cependant, veut organiser une dernière tentative pour contrer Huang et défendre le col de Tong, qui contrôle la route entre Luoyang et Chang'an. Il envoie donc les troupes de la Shen Ce (神策軍), dirigées par les officiers Zhang Chengfan (張承範), Wang Shihui (王師會) et Zhao Ke (趙珂), défendre le col. Le problème est qu'à cette époque, la Shen Ce n'est plus le puissant corps d'élite de ses débuts, mais un conglomérat de soldats mal entraînés et mal équipés. En effet, normalement, les membres de la Shen Ce sont recrutés au sein des familles les plus riches et puissantes de l'empire ; mais plutôt que d'envoyer leurs fils se battre, ces familles préfèrent payer des pauvres et des malades pour les remplacer. Pendant ce temps, Huang Chao arrive au pied des remparts de Luoyang et prend rapidement la ville. Qi Kerang se replie alors également au col de Tong et soumet à la Cour Impériale une pétition d'urgence indiquant que ses troupes sont fatiguées, affamées et sans provisions. Sa demande reste sans réponse.
Huang n'en reste pas là et attaque le col de Tong. Qi et Zhang résistent à ses attaques pendant plus d'un jour; mais les troupes de Qi, affamées et fatiguées, se dispersent et s'enfuient. Les dernières tentatives de Zhang pour défendre le col de Tong sont vaines, qui tombe entre les mains des révoltés. Pendant ce temps, Tian a recruté de nouveaux soldats, qui sont eux aussi mal entraînés mais relativement bien équipés, et les envoie au front. Mais au moment où ces renforts arrivent, le col de Tong est déjà tombé. En amont du col, ces nouvelles recrues trouvent les troupes de l'armée Boye (博野軍) et du Circuit de Fengxiang (鳳翔), qui ont également été envoyées en renfort pour essayer d'aider Zhang. En voyant arriver ces nouveaux soldats mieux équipés qu'eux et mieux protégés du froid, les troupes de Boye et Fengxiang se mettent en colère, se mutinent et servent de guides pour les forces de Huang. Toutes leurs tentatives ayant échoué, l'empereur Xizong et Tian abandonnent Chang'an et s'enfuient vers le circuit de Xichuan le 8 janvier 881. Plus tard dans la journée, le commandant Chai Cun (柴 存) de Huang entre dans Chang'an, et le général Zhang Zhifang accueille Huang dans la capitale. Shang Rang publie une déclaration proclamant l'amour de Huang pour le peuple et exhortant les gens à continuer leurs affaires quotidiennes. Mais malgré l'assurance de Shang que les biens du peuple seront respectés, les soldats de Huang pillent la capitale à plusieurs reprises. Huang lui-même, s'installe brièvement au manoir de Tian, avant de déménager quelques jours après dans le palais des Tang. Il ordonne également l'assassinat de tous les membres du clan impérial des Tang.

## Empereur Qi

### Chang'an et la région avoisinante
Une fois installé dans le palais impérial, Huang Chao s'autoproclame empereur du nouveau royaume de Qi. Il élève sa femme, Dame Cao, au rang d'impératrice, et nomme chanceliers Shang Rang et Zhao Zhang (趙璋), ainsi que Cui Qiu (崔璆) et Yang Xigu (楊希古), deux fonctionnaires des Tang qui se sont ralliés au nouveau régime. Au début, Huang essaye de se positionner en continuateur des Tang et ordonne que les fonctionnaires impériaux de quatrième rang ou inférieur qui étaient déjà en fonction sous les Tang restent à leur poste, la seule condition à respecter étant de s'inscrire auprès du chancelier Zhao. Seul les fonctionnaires de troisième rang ou d'un rang supérieur sont renvoyés et remplacés par des fidèles de Chao. Cette clémence est très relative, car les fonctionnaires Tang qui ne se soumettent pas sont exécutés en masse. Huang essaye également de persuader les généraux Tang des différents circuits de se soumettre à son nouveau régime. Dans un premier temps, il obtient le ralliement d'un bon nombre d'entre eux, dont Zhuge Shuang (諸葛爽), le gouverneur militaire du circuit de Heyang (河陽), Wang Jingwue, le gouverneur militaire du circuit de Pinglu (平盧), Wang Chongrong, le gouverneur militaire du circuit de Hezhong (河中), et Zhou Ji, le gouverneur militaire du circuit de Zhongwu. Ces ralliements sont superficiels, car, par la suite, ces généraux finissent par se déclarer à nouveau loyaux aux Tang et désavouent leur allégeance au royaume de Qi,. Il essaye également de persuader Zheng Tian, l'ancien chancelier des Tang et gouverneur militaire du circuit de Fengxiang (鳳翔), de se soumettre, mais Zheng refuse. Huang réagit à ce refus en envoyant Shang et Wang Bo (王播) essayer de s'emparer de Fengxiang pendant le printemps 881, mais Zheng les bat et repousse les troupes des Qi.
Après cette victoire de Zheng sur les forces de Qi, les troupes Tang de divers circuits convergent sur Chang'an durant l'été 881, dans l'espoir de s'emparer rapidement de la capitale. Parmi ceux qui marchent sur la ville, on trouve Zheng Tian et son allié Tang Hongfu (唐弘夫), Wang Chongrong, qui se retourne déjà contre les Qi au profit des Tang, Wang Chucun le gouverneur militaire du circuit de Yiwu et Tuoba Sigong le gouverneur militaire du Circuit de Xiasui (夏綏)(Le quartier général de ce circuit se trouve dans la ville-préfecture de Yulin, Shaanxi). Huang se retrouve dans une situation délicate, car pendant que les troupes des Tang marchent sur Chang'an, la population de la ville s'est soulevée et mène une véritable guerre de rue contre les forces des Qi. Jugeant la situation intenable, Huang se retire en dehors de la ville, ce qui permet aux soldats loyalistes de s'emparer de la capitale. Mais à peine les troupes des Tang sont-elles rentrées dans Chang'an qu'elles perdent toute discipline et se lancent dans le pillage de la ville. Les Qi lancent alors une contre-attaque et battent leurs ennemis. Lors des combats, les soldats Qi tuent Cheng Zongchu (程宗楚) le gouverneur militaire du circuit de Jingyuan (涇原)(Le quartier général de ce circuit se trouve dans la ville-préfecture de Pingliang,Gansu) et Tang Hongfu, forçant ainsi les autres généraux Tang à se retirer de la ville. Si Huang reprend le contrôle Chang'an, il est furieux contre la population qui a aidé les forces des Tang, qu'il punit en perpétrant des massacres visant les habitants. Peu de temps après, Zheng Tian est obligé de s'enfuir de Fengxiang à cause d'une mutinerie organisée par son officier Li Changyan. Cette fuite achève de désorganiser les forces des Tang dans la région, qui n'arrivent pas à organiser une autre tentative pour reprendre Chang'an avant un certain temps.
Au printemps 882, l'empereur Xizong, qui est alors à Chengdu, donne pour mission à Wang Duo de superviser les opérations contre Qi. Pour organiser la lutte contre Huang Chao, Wang quitte Chengdu et s'installe au temple Linggan (靈感寺), qui se trouvait à l'emplacement de l'actuelle ville-préfecture de Weinan, Shaanxi. Avec Wang supervisant les opérations, les forces des Tang se mettent de nouveau à converger vers la région de Chang'an, et les zones réellement contrôlées par les forces de Qi se retrouvent rapidement réduites à la capitale, ses environs immédiats, et aux Zhou de Tong (同州) et de Hua (華州). Les zones correspondant à ces anciens Zhou sont actuellement incluses dans le périmètre de la ville-préfecture de Weinan, et sont donc assez proches du temple Linggan et des troupes sous les ordres de Duo. Avec tous ces affrontements à répétition dans la région, l'agriculture est complètement perturbée par la guerre, ce qui finit par provoquer une famine dans la région. Cette famine est tellement grave que les troupes des Tang et des QI ont recours au cannibalisme pour survivre. Durant l'automne 882, le général Zhu Wen, chargé du Zhou de Tong pour le compte des Qi, ne peut plus résister à la pression des Tang et se rend. Durant l'hiver de la même année, c'est au tour du Zhou de Hua de se rendre aux Tang, limitant ainsi le territoire du royaume de QI à Chang'an.
Cependant, malgré ces victoires, les Tang ne lancent toujours pas de vraie tentative pour recapturer Chang'an. Les choses changent avec l'arrivée du général Li Keyong au Zhou de Tong, où il se joint aux autres troupes des Tang. Faisant partie de la tribu turque des Shatuo, le général Keyong a longtemps été un renégat opposé aux Tang. Rallié depuis peu à ses anciens ennemis, il offre d'attaquer Qi au nom des Tang,, ce qui explique sa présence sur le champ de bataille. Au printemps 883, Li Keyong et les autres généraux loyalistes battent une armée Qi forte de 150 000 soldats et commandée par Shang. Cette victoire leur ouvre la route de Chang'an et, durant l'été 883, Li Keyong entre dans la capitale. Incapable de résister a ses adversaires, Huang abandonne la ville pour fuir vers l'est, profitant du fait que les soldats Tang se sont, à nouveau, lancés dans le pillage de la ville et sont donc trop occupés pour l'arrêter.

### Marche vers l'est et mort
Huang Chao se dirige vers le circuit de Fengguo (奉國) et envoie son général Meng Kai (孟楷) attaquer le Zhou de Cai, la capitale de Fengguo. Le gouverneur militaire de Fengguo, Qin Zongquan, est vaincu par Meng, et réagit en ouvrant les portes de la ville, en signe de soumission à Huang, et rejoint les troupes de ce dernier. Après cette victoire, Meng attaque le Zhou de Chen (陳州), mais il est surpris par une contre-attaque de Zhao Chou, le responsable du Zhou, et est tué dans la bataille. Irrité par la mort de Meng, Huang prend son armée, celle de Qin et assiége le Zhou de Chen pendant près de 300 jours, sans réussir à s'en emparer. Son armée ayant peu de provisions alimentaires, tant que dure le siège, Huang autorise ses soldats à parcourir la campagne voisine pour s'emparer d'êtres humains et les utiliser comme nourriture.
La situation s'enlise jusqu'au printemps 884, lorsque Zhou Ji, Shi Pu, le gouverneur militaire du circuit de Ganhua et Zhu Wen, le gouverneur militaire du Circuit de Xuanwu (宣武), demandent conjointement l'aide de Li Keyong, qui a été nommé gouverneur militaire du circuit de Hedong (河東). Cette alliance subite est motivée par la crainte qu'ont ces trois hommes de devenir les prochaines cibles de Huang. Keyong répond positivement à leur demande et se dirige vers le sud pour les aider. Après l'arrivée des renforts du Circuit de Hedong, les nouveaux alliés attaquent et défont Shang Rang à Taikang (太康), puis Huang Siye à Xihua (西華). Effrayé, Huang léve précipitamment le siège de Chen et se retire, en perdant ses campements qui sont détruits dans une inondation. Il décide alors de se diriger vers le Zhou de Bian, la capitale du Circuit de Xuanwu. Si Zhu Wen réussit à repousser les attaques initiales de Huang, il demande rapidement une aide d'urgence à Li Keyong. Ce dernier se met en route et rattrape Huang alors qu'il est sur le point de traverser le fleuve Jaune en direction du Nord. Keyong lance immédiatement une attaque contre l'armée Qi au croisement de Wanger (王滿渡) et écrase ses adversaires. Après cette nouvelle défaite, Shang Rang se rend à Shi Pu tandis qu'un grand nombre d'autres généraux se rendent à Zhu Wen. Huang, par contre, refuse de se rendre et s'enfuit vers l'est, en étant poursuivi par Li Keyong et ses soldats. Pendant cette fuite, le plus jeune fils de Huang est capturé par Keyong; mais malgré cette capture, il est obligé d'arrêter la poursuite et de retourner au Zhou de Bian, car ses hommes sont trop épuisés pour continuer à essayer de rattraper les fuyards.
Huang se dirige alors vers le Zhou de Yan, la capitale du Circuit de Taining. Lorsqu'il arrive dans ce Zhou, il est attaqué par Li Shiyue (李師悅), un officier sous les ordres de Shi Pu, et Shang Rang, qui s'est mis au service des Tang. Huang subit une défaite cuisante, ce qu'il reste de son armée étant presque annihilé, ce qui l'oblige à s'enfuir dans la vallée de Langhu (狼虎谷). Les sources chinoises donnent deux versions différentes des événements qui ont lieu après ce repli et de la mort de Huang. Selon le Zizhi Tongjian, le 13 juillet 884, Lin Yan (林言), le neveu de Huang, tue Huang, ses frères, sa femme et ses enfants, et prend leurs têtes, qu'il compte amener à Shi Pu en signe de reddition. Mais, alors qu'il est en route pour le camp de Shi, il rencontre des troupes auxiliaires Shatuo et de l'armée Boye, qui le tuent et prennent les têtes pour les donner à Shi. Par contre, selon le Nouveau Livre des Tang, Huang se serait suicidé après avoir donné l'ordre à son neveu d'amener sa tête à Shi Pu, croyant que c'était la seule façon de sauver ce qu'il restait de son armée. Concernant le sort de Lin Yan et des têtes, le Nouveau Livre des Tang reprend la version du Zizi Tongjian.

### Théorie sur la possible survie de Huang Chao
Certains auteurs pensent que les têtes transportées par Lin Yan pour les donner à Shi Pu n'étaient qu'un leurre pour permettre au vrai Huang Chao de s'enfuir. Les partisans de cette théorie mettent en avant le fait que la vallée de Langhu était à plus de 500 Li du camp de Shi, qui se trouvait dans le Zhou de Xu, ce qui représente 3–4 jours de trajet à cheval du camp. La décapitation ayant lieu au milieu d'un été très chaud, ce délai aurait suffi pour que la décomposition rende les visages méconnaissables. De plus, Huang Chao était suivi par plusieurs de ses frères, qui devaient vraisemblablement lui ressembler.
Il ne s'agit là que de spéculations qui ne s'appuient sur aucune véritable preuve, en dehors de légendes populaires datant de la période des Cinq Dynasties et des Dix Royaumes, qui prétendent que Huang a survécu et est devenu un moine bouddhiste. Parmi les tenants de la théorie de la survie, on trouve Wang Mingqing (王明清), un érudit de la dynastie Song. Il rapporte dans son livre Huizhu Lu que "Quand Zhang Quanyi occupait le poste de maire (留守) de la capitale occidentale, il a reconnu Huang Chao parmi les moines."